# HD 56618
HD 56618 är en ensam stjärna belägen i den mellersta delen av stjärnbilden Stora hunden. Den har en skenbar magnitud av ca 4,66 och är svagt synlig för blotta ögat där ljusföroreningar ej förekommer. Baserat på parallax enligt Gaia Data Release 2 på ca 8,3 mas, beräknas den befinna sig på ett avstånd på ca 390 ljusår (ca 120 parsek) från solen. Den rör sig bort från solen med en heliocentrisk radialhastighet på ca 42 km/s. Olin J. Eggen listade den som en trolig medlem av superhopen Hyaderna.

## Egenskaper
HD 56618 är en röd till orange jättestjärna av spektralklass M2 III, som för närvarande befinner sig på den asymptotiska jättegrenen. Den har en radie som är ca 61 solradier och har ca 700 gånger solens utstrålning av energi från dess fotosfär vid en effektiv temperatur av ca 3 800 K.